# Kommassantenwiesen
Kommassantenwiesen är ett naturreservat i Österrike.   Det ligger i förbundslandet Burgenland, i den östra delen av landet, 70 km sydost om huvudstaden Wien.
I omgivningarna runt Kommassantenwiesen växer i huvudsak blandskog. Runt Kommassantenwiesen är det ganska tätbefolkat, med 72 invånare per kvadratkilometer.